# Giunta governativa centrale
La giunta governativa centrale (in spagnolo: Junta Central Gubernativa) è stato l'organo collegiale esecutivo provvisorio dominicano, creato il 1º marzo 1844 a Santo Domingo, subito dopo la proclamazione d'indipendenza dominicana (27 febbraio 1844). La giunta aveva il compito di occuparsi dell'organizzazione politica, legale, militare e amministrativa del Paese dopo la proclamazione dell'indipendenza. La sua origine si trova nel manifesto del 16 gennaio 1844, dove è definita come un organo collegiale di 11 membri, che avrebbe assunto tutti i poteri fino a quando lo Stato non avesse stabilito una costituzione.

## Storia
Nel 1839, Juan Pablo Duarte aveva fondato La Trinitaria per l'espulsione dei governanti haitiani e la fondazione di una Repubblica Dominicana indipendente, per questa attività era stato arrestato e costretto all'esilio. In sua assenza Francisco del Rosario Sánchez aveva assunto la guida del movimento separatista e dopo la proclamazione dell'indipendenza, il 27 febbraio 1844, era diventato presidente della Giunta governativa provvisoria, a cui era subito seguita la Giunta governativa centrale, con il compito di svolgere i primi lavori per plasmare la nuova repubblica. La presidenza del nuovo organo venne assunta dal 1 marzo da Tomás Bobadilla. Un cambio della guardia che rifletteva i rapporti di forza tra gli afrancesados (sostenitori dell'allenza con la Francia) e i trinitari. Il 15 marzo, al rientro dall'esilio, Duarte venne inserito nella giunta e l'8 giugno costrinse Bobadilla alle dimissioni ristabilendo Sanchez alla presidenza. Bobadilla e gli altri membri della giunta estromessi, Caminero e Echavarría si rifugiarono nel consolato francese. La prevalenza dei sostenitori di Duarte durò fino al 13 luglio 1844, quando Pedro Santana assunse con la forza il controllo della giunta e la presidenza della repubblica con poteri dittatoriali, in una azione concordata con il console francese Eustache Juchereau de Saint Denys.

## Composizione
La Giunta centrale avrebbe dovuto, in conformità con l'Acta de Separación del 26 gennaio 1844, comporsi di undici membri, che inizialmente furono Tomás Bobadilla (Presidente), Manuel Jimenez (Vice Presidente), Silvano Pujols (Segretario) e Manuel María Valverde, Francisco Javier Abreu, Felix Mercenary, Carlos Moreno, Mariano Echevarria, Francisco Sanchez, Jose Maria Caminero, e Ramón Matias Mella. Altri storici sostengono tuttavia che questo numero non fu in realtà mai raggiunto, dato che l'atto che reca il maggior numero di firme ne riporta solo 10. I componenti comunque variarono nel tempo. Il lavoro della Giunta consistette nel redigere la prima costituzione e nell'assicurare un governo alla nazione fino all'insediamento di un governo ufficiale definitivo. 
Citazione dell'Acta de Separación:
Julio G. Campillo Perez scrive in una sua opera: I membri del consiglio erano divisi secondo le loro tendenze e i loro progetti per il futuro della nuova nazione. Il lavoro legislativo della Giunta governativa centrale durò da marzo a ottobre 1844 e la costituzione diede alla nuova nazione un governo legalmente organizzato. Il presidente Bobadilla era favorevole a porre la nazione sotto la protezione francese. Questo era contro l'Acta de Separación e causò una grave crisi interna, con conflitti tra i conservatori guidati da Pedro Santana e i liberali guidati da Juan Pablo Duarte. Tra loro esistevano non solo differenze personali, ma anche concetti molto diversi sulla fattibilità della nuova nazione. La giunta fu via via presieduta da:
- 1º marzo 1844 - 5 giugno 1844 Tomas Bobadilla y Briones
- 5 giugno 1844 - 9 giugno 1844 José Maria Caminero Ferrer
- 9 giugno 1844 - 13 luglio 1844 Francisco del Rosario Sanchez
- 13 luglio 1844 - 16 luglio 1844 Pedro Santana Familias

Presidente della Giunta governativa centrale e Capo supremo
- 16 luglio 1844 - 13 novembre 1844 Pedro Santana Familias

Presidente della Repubblica
- 14 novembre 1844 - 4 agosto 1848 Pedro Santana Familias[3]

## Elezioni del 1844
Dopo le elezioni del settembre 1844, i lavori della Giunta centrale terminarono in ottobre e Pedro Santana divenne il primo presidente della Repubblica Dominicana il 14 novembre 1844.